# Yoann Andreu
Yoann Andreu (Bourg en Bresse, 3 de maio de 1989) é um futebolista profissional francês que atua como defensor.

## Carreira
Yoann Andreu começou a carreira no Saint-Étienne.